# Jigme Ugyen Wangchuck
Vương tử Jigme Ugyen Wangchuck (tiếng Dzongkha: འཇིགས་མེད་ཨོ་རྒྱན་དབང་ཕྱུག; sinh ngày 19 tháng 3 năm 2020) là một thành viên của vương thất Bhutan, con trai thứ hai của quốc vương Jigme Khesar Namgyel Wangchuck và vương hậu Jetsun Pema. Trong danh sách thừa kế ngai vàng, cậu đứng thứ 2 chỉ sau anh trai mình là Jigme Namgyel.

## Chào đời
Ngày 17 tháng 12 năm 2019, có thông tin cho biết quốc vương và vương hậu đang mong đợi người con trai thứ hai của họ sẽ sinh ra vào mùa xuân năm sau. Ngày 19 tháng 3 năm 2020, tài khoản Instagram chính thức của quốc vương và vương hậu công bố việc vương hậu đã hạ sinh người con thứ hai tại Cung điện Lingkana ở Thimphu. Ngày 30 tháng 6 cùng năm, vương thất thông báo rằng vị hoàng tử thứ hai này được đặt tên là Jigme Ugyen Wangchuck và sẽ được gọi là Gyalsey Ugyen Wangchuck điện hạ.

## Tước hiệu
- 19 tháng 3 năm 2020: His Royal Highness Hoàng thân Hoàng tử Gyalsey Ugyen Wangchuck Điện hạ